# Боливар, Марселино
Хосе́ Марсели́но Боли́вар (исп. José Marcelino Bolívar; род. 14 июля 1964, Сьюдад-Боливар) — венесуэльский боксёр, представитель первой наилегчайшей весовой категории. Выступал за сборную Венесуэлы по боксу на всём протяжении 1980-х годов, бронзовый призёр летних Олимпийских игр в Лос-Анджелесе, обладатель двух бронзовых медалей Игр Центральной Америки и Карибского бассейна, победитель и призёр многих турниров международного значения. В период 1989—1994 годов боксировал также на профессиональном уровне, был претендентом на титул чемпиона мира IBF.

## Биография
Марселино Боливар родился 14 июля 1964 года в городе Сьюдад-Боливар, Венесуэла.

### Любительская карьера
Первого серьёзного успеха на взрослом международном уровне добился в сезоне 1982 года, когда вошёл в основной состав венесуэльской национальной сборной и побывал на Играх Центральной Америки и Карибского бассейна в Гаване, откуда привёз награду бронзового достоинства, выигранную в первой наилегчайшей весовой категории. Кроме того, одержал победу на юниорском международном турнире в Турине и выступил на чемпионате мира в Мюнхене.
В 1983 году боксировал на домашних Панамериканских играх в Каракасе, где на стадии четвертьфиналов был остановлен доминиканцем Эктором Диасом.
Благодаря череде удачных выступлений удостоился права защищать честь страны на летних Олимпийских играх 1984 года в Лос-Анджелесе — в категории до 48 кг благополучно прошёл первых троих соперников по турнирной сетке, тогда как в четвёртом полуфинальном поединке со счётом 0:5 проиграл американцу Полу Гонсалесу и таким образом получил бронзовую олимпийскую медаль.
Став бронзовым олимпийским призёром, Боливар остался в боксёрской команде Венесуэлы и продолжил принимать участие в крупнейших международных соревнованиях. Так, в 1985 году он выступил на Кубке мира в Южной Корее, проиграв в четвертьфинале местному корейскому боксёру О Кван Су.
В 1986 году получил серебряную медаль на турнире Симона Боливара в Каракасе, завоевал бронзовую медаль на Играх Центральной Америки и Карибского бассейна в Сантьяго, в то время как на мировом первенстве в Рино остановился в четвертьфинале, вновь уступив О Кван Су.
В 1987 году боксировал на чемпионате Центральной Америки и Карибского бассейна в Сан-Хосе и на международном турнире «Хиральдо Кордова Кардин» в Санта-Кларе.
Находясь в числе лидеров венесуэльской сборной, Марселино Боливар прошёл отбор на Олимпийские игры 1988 года в Сеуле — на сей раз попасть в число призёров не смог, в первом же поединке первого наилегчайшего веса по очкам уступил представителю Доминиканской Республики Хесусу Бельтре.

### Профессиональная карьера
Вскоре по окончании сеульской Олимпиады Боливар покинул расположение венесуэльской сборной и в июле 1989 года успешно дебютировал на профессиональном уровне. Боксировал исключительно на территории Венесуэлы. Одержав десять побед над малоизвестными соперниками, в мае 1991 года встретился с панамцем Хуаном Антонио Торресом в бою за титул чемпиона Латинской Америки в первом наилегчайшем весе по версии Всемирной боксёрской ассоциации (WBA) — противостояние между ними дошло до одиннадцатого раунда, где Торрес оформил победу техническим нокаутом.
В дальнейшем Боливар выиграл несколько рейтинговых поединков и в августе 1992 года предпринял ещё одну попытку получить пояс чемпиона Латинской Америки по версии WBA, но уже в минимальной весовой категории. На сей раз его соперником стал другой панамец Карлос Мурильо, который так же победил Боливара техническим нокаутом.
Последний раз Боливар боксировал на профессиональном уровне в августе 1994 года, когда в бою за титул чемпиона мира в минимальном весе по версии Международной боксёрской федерации (IBF) проиграл техническим нокаутом тайцу Ануча Фотонгу.